# フラビア
フラビア（FLAVIA）は、米国食品メーカーマース社の一ユニットであるマースドリンクス（Mars Drinks・本社ベイジングストーク、UK)が1982年に開発した、世界初の一杯取りドリンクシステムのブランド名。
国内ではマース社日本法人のマース・ジャパン・リミテッドが販売している。
ワンランク上のオフィスコーヒーを、比較的少ないメンテナンスで楽しめる、という特長に加え、豊富な種類の中から好きなドリンクをチョイスできることも魅力とされる。
レギュラーコーヒーの他に紅茶・緑茶・ハーブティー・ココア・カプチーノ・カフェモカなど、15種類以上のドリンクが選択可能。
コーヒー豆や茶葉の新鮮さを閉じ込めてワンランク上のクオリティーを実現するために、ドリンクパックには特殊気密構造が採用されている。
また、オフィスの事情に合わせて、課金方式を選択することも可能である。
オフィスでの利用を中心に、店舗やSOHO、一般家庭など、全世界で約20万台、日本国内で約2万5000台以上が稼動中（2009年10月現在）。
コミュニケーションスペースの充実やコストダウン等々の企業それぞれの要望に合わせた利用が可能であることと、ワンランク上のおいしさや選べる楽しさが従業員に支持されており、採用企業数を増やしている。

## 歩み
- 1982年　イギリスにて世界初の一杯取りシステムとして誕生
- 1992年　日本へ進出。ヨーロッパ以外の地域へフラビア初の広がり。
- 2002年　カプチーノができる大型ブルーワー「S350」の販売開始
- 2005年　インターネットにて通信販売開始
- 2007年　コーヒー「ケニア」と通じてコーヒー農園を支援する社会貢献プログラムをスタート